# Teirinpuisto
Le parc de Teiri (finnois : Teirinpuisto) est un parc du quartier Suvilahti de Vaasa en Finlande.

## Présentation
Construit en 2019, Le parc Teirinpuisto a une riche sélection de plantations. 
Les marronniers d'Inde et les sapins de Sibérie sont de grands arbres offrent un abri confortable. 
La végétation arbustive de la zone comprend, par exemple, des hortensias qui fleurissent en automne, des petites fleurs de Philadelphus en été et divers roses et lilas. 
Parmi les plantes à fleurs vivaces, les Hémérocalles et les Iris pumila prospèrent  dans le parc et au printemps, les plantes bulbeuses fleurissent dans le parc.
L'ouvrage en béton sur le thème des animaux a été conçu à la demande des habitants du quartier et les dessins ont été réalisés par le graphiste Jouko Kedo.